# Банська Бистриця (округ)
Округ Банська Бистриця (словац. Okres Banská Bystrica) — округ (район) в Банськобистрицькому краї Словаччини. Площа округу становить — 809,4 км², на якій проживає — 111 018 осіб (2014). Щільність населення — 137,16 осіб/км². Адміністративний центр округу — місто Банська Бистриця в якому проживає 79 027 жителів (31.12.2014).

## Історія

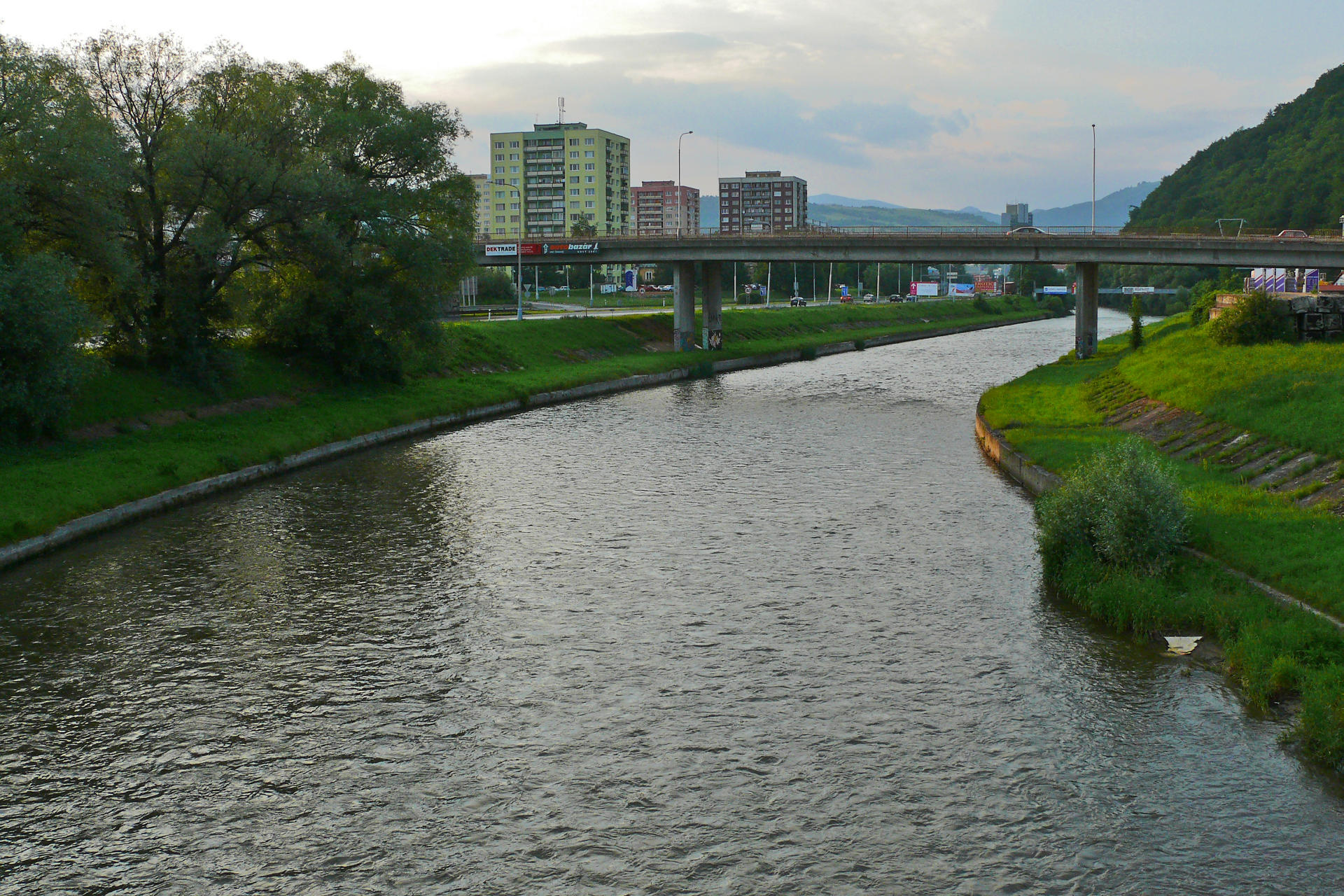
Банська Бистриця. Річка Грон

До 1918 року округ повністю входив до складу історичної області (комітату) Зволен, Угорського королівства.

## Географія
Округ розташований на півночі Банськобистрицького краю, у центральній частині Словаччини. Він межує з округами: на сході — Брезно, на півдні Зволен, на заході — Жьяр-над-Гроном (всі округи Банськобистрицького краю) та Турчянське Тепліце, на північному заході — Мартін, на півночі — Ружомберок (всі округи Жилінського краю). Розташовані Кремницькі-Верхи; Малаховське передгір'я; Туровське передгір'я; Флоховський хребет і Ястрабська верховина.
Територією округу протікає річка Грон — ліва притока Дунаю і її притока Бадінський потік.
Розташована природоохоронна територія Кралицька ущелина.

## Статистичні дані

### Населення
| Рік:            | 1994.   | 2004.   | 2014.   | 2024.   |
| --------------- | ------- | ------- | ------- | ------- |
| Кількість осіб: | 112 520 | 111 419 | 111 018 | 106 604 |
| Різниця:        |         | -0,97 % | -0,35 % | -3,97 % |

| Рік:            | 2023.   | 2024.   |
| --------------- | ------- | ------- |
| Кількість осіб: | 107 199 | 106 604 |
| Різниця:        |         | -0,55 % |

### Національний склад
Національний склад округу, за офіційними даними, є моноетнічним. Основну частину населення тут становлять словаки, понад 94 %, всі інші національності складають менше 6 % від усієї кількості населення округу.
Дані по національному складу населення округу Банська Бистриця на 31 грудня 2010 року:
- словаки — 94,80 %
- чехи — 1,32 %
- роми — 1,58 %
- угорці — 0,46 %
- українці — 0,11 %
- інші національності — 2,43 %

### Конфесійний склад 2001
- Католики — 49,1 %
- Лютерани — 17,4 %
- Греко-католики — 0,9 %

## Адміністративний поділ

### Міста:
Банська Бистриця

### Села:
Бадін •
Балаже •
Брусно •
Влканова •
Гарманєц •
Верхня Мічіна •
Верхні Пршани •
Гронсек •
Грохоть •
Г'ядель •
Долна Мічіна •
Нижній Гарманець •
Доновали •
Дубравиця (Словаччина) •
Кинцельова •
Кордики •
Краліки •
Лучатін •
Люб'єтова •
Малахов •
Медзіброд •
Мотички •
Моштениця •
Муолча •
Немці •
Оравці •
Повразнік •
Погронський Буковець •
Подкониці •
Поники •
Прєход •
Рєчка •
Себедін-Бечов •
Селце •
Словенска Люпча •
Старі Гори •
Стрельніки •
Тайов •
Турецка •
Черін •
Шпанья Доліна •